# 多摩市立温水プール
多摩市立温水プール（たましりつおんすいプール）は、東京都多摩市にあるプール施設。通称は「アクアブルー多摩」。
2000年（平成12年）にオープンした市営の屋内プールであり、一年を通して利用可能。数多くのプールとスポーツ施設を併設している。
50mプールの一部（西側）は床が45cmから3mまでの可動床となっている。一般開放時は95cmで少し浅めにしているが、団体貸し出し時は水深の指定をすることができる。

## プール施設
- 流波プール（一周長さ100m）
- 50mプール（水深1.2m、可動床45cm～3m）
- キッズプール（小学校入学前の幼児が対象）
- アイランドスライダー（2人乗り、1人乗りのボートに乗って長さ102m、高低差10.5mのトンネルの中を滑り抜ける）
- ボディースライダー（長さ42m、高低差5.5mの激しいカーブ）
- リラクゼーションプール（水温40℃弱、水深50cm）

## トレーニングルーム施設
- ストレッチや有酸素系の機器を24種類55台設置

## 利用情報
- プール利用期間：一年を通して利用可能。
- プール利用時間：
  - 3月～6月：火曜日～土曜日：9時～21時45分、日曜日・祝日：9時～19時45分、月曜日休館
  - 7月～8月：第2・第4週月曜日を除く毎日：9時～21時45分、第2・第4週月曜日休館
  - 9月～11月：火曜日～土曜日：9時～21時45分、日曜日・祝日：9時～19時45分、月曜日休館
  - 12月～2月：火曜日～土曜日：9時～21時45分、日曜日・祝日：9時～19時45分、月曜日休館

## 所在地
- 〒206-0032 東京都多摩市南野3丁目15番2号

## 交通アクセス
- 小田急多摩線 唐木田駅より徒歩8分
- 小田急・京王・多摩都市モノレール多摩センター駅発日大三高行きのバスで福祉センター下車、徒歩2分
- 京王聖蹟桜ヶ丘駅もしくは多摩センター駅発鶴牧団地循環で南鶴牧小学校もしくは鶴牧五丁目下車、徒歩5分
- 小田急・京王永山駅・多摩センター駅・唐木田駅発東西線左循環または右循環（多摩市ミニバス）で総合福祉センター下車すぐ